# Họ Nấm Malta
Cynomorium là chi thực vật duy nhất trong họ Nấm Malta hay họ Tỏa dương (danh pháp khoa học: Cynomoriaceae). Các loài cây trong chi này là toàn ký sinh (holoparasit = ký sinh hoàn toàn). Lưu ý, đây không phải là Nấm thực sự.

## Miêu tả
Các loài Cynomorium là cây thân thảo lâu năm, chiều cao tối đa lên tới 30 cm. Là thực vật có màu nâu đỏ, không có diệp lục. Cynomorium chứa các loài toàn ký sinh (holoparasit). Kiểu ký sinh là gắn vào rễ thường là của các loài cây chịu mặn nhờ có thân rễ lớn ngầm dưới đất với nhiều giác mút. Các vật chủ phổ biến là Obione (Atriplex) và Salsola (Amaranthaceae), Inula (Asteraceae), Reaumuria, Tamarix (Tamaricaceae), Melilotus (Fabaceae), Limonium (Plumbaginaceae), Nitraria (Nitrariaceae). Các vật chủ chủ yếu của Cynomorium coccineum là các loài Atriplex, còn với C. songaricum là Nitraria sibirica, Reaumuria spp., Salsola spp. và Tamarix spp. Không có tăng trưởng thứ cấp. Chúng có thân rễ ngầm, phân nhánh, màu nâu là cơ quan lưu trữ. Phần thân trên mặt đất đứng thẳng, không phân cành, dày cùi thịt, thực chất là đầu cụm hoa. Các lá mọc so le và sắp xếp thành vòng xoắn trên cây có hình tam giác tới hình mũi mác suy giảm thành dạng vảy, có khí khổng.
Cynomorium là các loài đơn tính cùng gốc hay đa tạp-đơn tính cùng gốc. Các cụm hoa mọc đầu ngọn, là dạng bông hay dạng đầu hình chùy, có màu nâu đỏ, chứa nhiều hoa nhỏ mọc sát nhau. Các hoa riêng lẻ ở trong nách của lá bắc hình tam giác giống như vảy. Hầu hết là hoa đơn tính, ít khi lưỡng tính, các hoa nhỏ có màu đỏ tươi. Hoa đực: Đài hoa (1-) 4 (-8) lá đài thẳng, hình chùy mọc thành kiểu sắp xếp vòng xoắn tại gốc chỉ nhị. Gắn hơi cao phía trên chỉ nhị là lá bắc khác (nhụy lép?) có đường xoi và phẳng đầu. Trước khi thuôn dài đầy đủ thì bao phấn nằm trong vùng trũng của lá bắc này. Bộ nhị thuộc loại 4 ngăn, bao phấn đính lưng. Chỉ nhị dài khoảng 3 mm. Phấn hoa: 3 lỗ chân lông, màng ngoài có vùng trũng nhỏ và hình mắt lưới; đường kính khoảng 15 um. Hoa cái: Bộ nhụy đính trên bầu, với 2-3 lá noãn thuộc dạng quả tụ với một vòi nhụy đơn xẻ đôi hay xẻ ba. Phần bao hoa (lá đài) lồi ra hình nhũ (vú) tại gốc của vòi nhụy. Bầu nhụy 1 ngăn với 1 noãn. Noãn 0 hay 1 vỏ bọc, lòng thòng. Nội nhũ 1 tế bào. Hoa lưỡng tính: Ít gặp hơn hoa đơn tính. Tương tự như hoa đực nhỏ hợp sinh ở bên với phần bộ nhụy của hoa cái. Thụ phấn nhờ côn trùng (ruồi, muỗi) . Ra hoa tháng 5-7. Kết quả tháng 6-7. Các quả kiên nhỏ, không nứt chỉ có một hạt có áo hạt.

## Tên và thực vật lịch sử

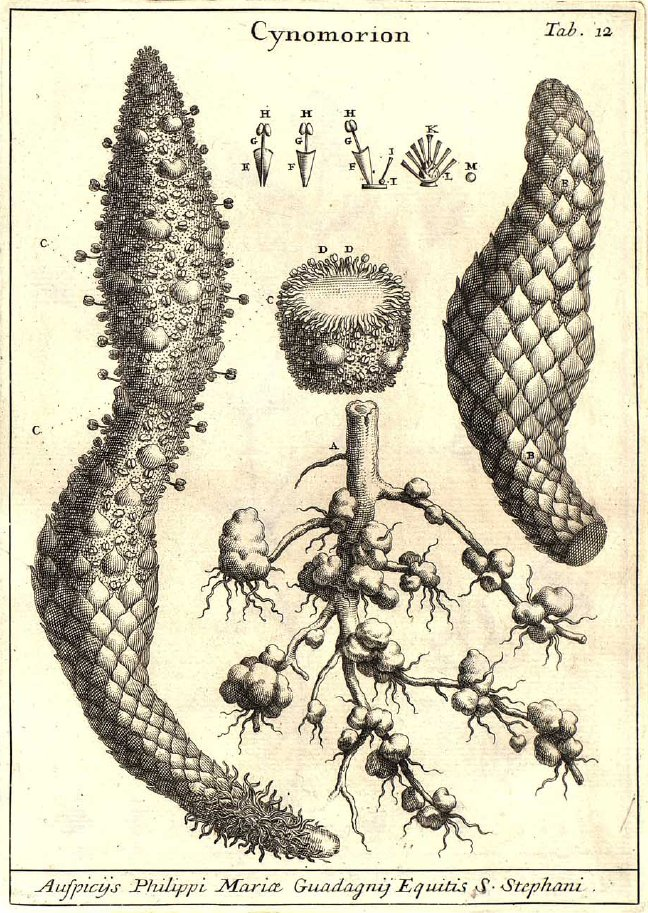
Hình minh họa nấm Malta (Cynomorium coccineum) trong Nova plantarum genera của Micheli (1729).

Tên khoa học của chi do Pier Antonio Micheli đưa ra năm 1729 trong cuốn sách Nova plantarum genera của ông. Ký hiệu được sử dụng khi đó, Cynomorion có thể nhận ra nguồn gốc Hy Lạp của nó (kynomorion = dương vật chó). Linnaeus đã thay đổi tên trong sách Materia Medica của ông viết sau đó (năm 1749) thành Cynomorium. Trước thế kỷ 18, các loài này được coi là nấm. Chẳng hạn, Paolo Boccone gọi Cynomorium coccineum là Fungus typhoides coccineus Melitensis, nghĩa là "nấm đỏ tươi hình ống từ Malta".

## Hệ thống hóa và phân bố
Vị trí hệ thống hóa của họ là không rõ ràng. Các công trình khác nhau từng đặt họ này trong vùng lân cận với các họ hay bộ như Balanophoraceae, Santalales, Myrtales, Saxifragales, Sapindales hay như là một nhóm có quan hệ chị em với họ Rosaceae. Do đó trong hệ thống phân loại của APG thì họ này đã không được gán vào bộ nào cho tới phiên bản năm 2009, nhưng hiện tại website của APG đặt nó vào bộ Saxifragales.
Họ Cynomoriaceae chỉ gồm 1 chi với 2 loài như liệt kê dưới đây. Một số tác giả coi loài thứ hai như là phân loài của loài thứ nhất. Hai loài này có khu vực sinh sống tách rời nhau.
- Nấm Malta (Cynomorium coccineum): Sinh sống trongkhu vực ven Địa Trung Hải (Bắc Phi và Nam Âu).
- Tỏa dương (Cynomorium songaricum): Sinh sống ở Tây Nam Á và Trung Á. Khu vực này trải dài từ Iran qua Afghanistan đến Mông Cổ và các tỉnh của Trung Quốc như Cam Túc, Nội Mông Cổ, Ninh Hạ, Thanh Hải, Thiểm Tây, Tân Cương. Cynomorium songaricum phát triển mạnh ở vùng rìa, đôi khi chỉ là tạm thời, của các dòng nước chảy trong sa mạc. Tại Trung Quốc, Cynomorium songaricum mọc ở độ cao từ 500 tới 700 mét.

## Sử dụng
Cynomorium đã được biết đến từ hàng ngàn năm trước. Người cổ đại đã sử dụng nó để làm thuốc, thực phẩm, và thậm chí là cả thuốc nhuộm. Người Ả Rập gọi Cynomorium coccineum là "tarthuth" và người Bedouin ăn các bộ phận bên trong của thân cây non, dùng nước sắc của thân cây già để điều trị viêm loét dạ dày hoặc đau bụng, hoặc sấy khô và nghiền thành bột để sử dụng như một loại gia vị hoặc điều vị với các món ăn chế biến từ thịt. Thuốc sử dụng tarthuth có thể truy nguồn gốc tới thời Al-Kindi, Al-Razi (Rhazes), Ibn Masawayh, Ibn Wahshiya và Maimonides, nhưng loài cây này chỉ được biết đến đối với người châu Âu trong thế kỷ 16.
Cả hai loài được sử dụng trong y học truyền thống. Cynomorium songaricum trong y học cổ truyền Trung Hoa gọi là "tỏa dương". Nấm Malta (Cynomorium coccineum) đôi khi thay thế cho tỏa dương khi sử dụng.